# Daisuke Sekimoto
Daisuke Sekimoto (関本 大介?, Sekimoto Daisuke; Osaka, 9 febbraio 1981) è un wrestler giapponese, attualmente sotto contratto con la Big Japan Pro Wrestling, dove ha vinto il locale titolo dei pesi massimi ed è stato più volte campione di coppia, e la Pro Wrestling ZERO1, dove ha detenuto il titolo mondiale dei pesi massimi AWA ed ha vinto - nel 2011 - il principale torneo della federazione, il Fire Festival.
Il lottatore si è esibito in varie altre federazioni, tra le quali la NWA, dove è campione panpacifico, e la AJPW, in cui è campione asiatico di coppia al suo secondo regno.
Nella wXw, federazione di wrestling tedesca, ha vinto il locale titolo mondiale dei pesi massimi.